# Joe Robertson (homme politique)
Joe Paul James Robertson est un homme politique du Parti conservateur britannique qui est député de la circonscription de l'île de Wight Est depuis 2024.

## Biographie
Joe Robertson grandit sur l'île et va à l'école à Ryde. Il étudie la géographie à l'University College de Londres entre 2003 et 2006. Entre 2008 et 2010, il étudie à la BPP Law School avant d'être admis au barreau de Middle Temple en 2010.
Robertson est élu au Conseil de l'île de Wight en 2021. Il est chef du groupe conservateur entre 2021 et 2023.
Il est sélectionné comme candidat parlementaire conservateur en juin 2023 pour la circonscription nouvellement créée de l'île de Wight Est.
Lors des élections générales britanniques de 2024, Robertson est élu au Parlement en tant que député de l'île de Wight Est avec 30,6 % des voix et une majorité de 3 323 voix.